# إدوارد لي (لاعب كريكت)
إدوارد لي (18 يونيو 1877 في المملكة المتحدة - 16 يونيو 1942 في المملكة المتحدة) (بالإنجليزية: Edward Lee)‏ هو لاعب كريكت بريطاني وبريطاني (وحمل سابقاً جنسية المملكة المتحدة لبريطانيا العظمى وأيرلندا). لعب مع نادي مقاطعة هامبشاير للكريكت ‏ ونادي مارليبون للكريكت ‏ ونادي الكريكت في جامعة أكسفورد ‏.

## وصلات خارجية
- إدوارد لي على موقع إي آس بي آن كريك إنفو (الإنجليزية)